# Peter der Große

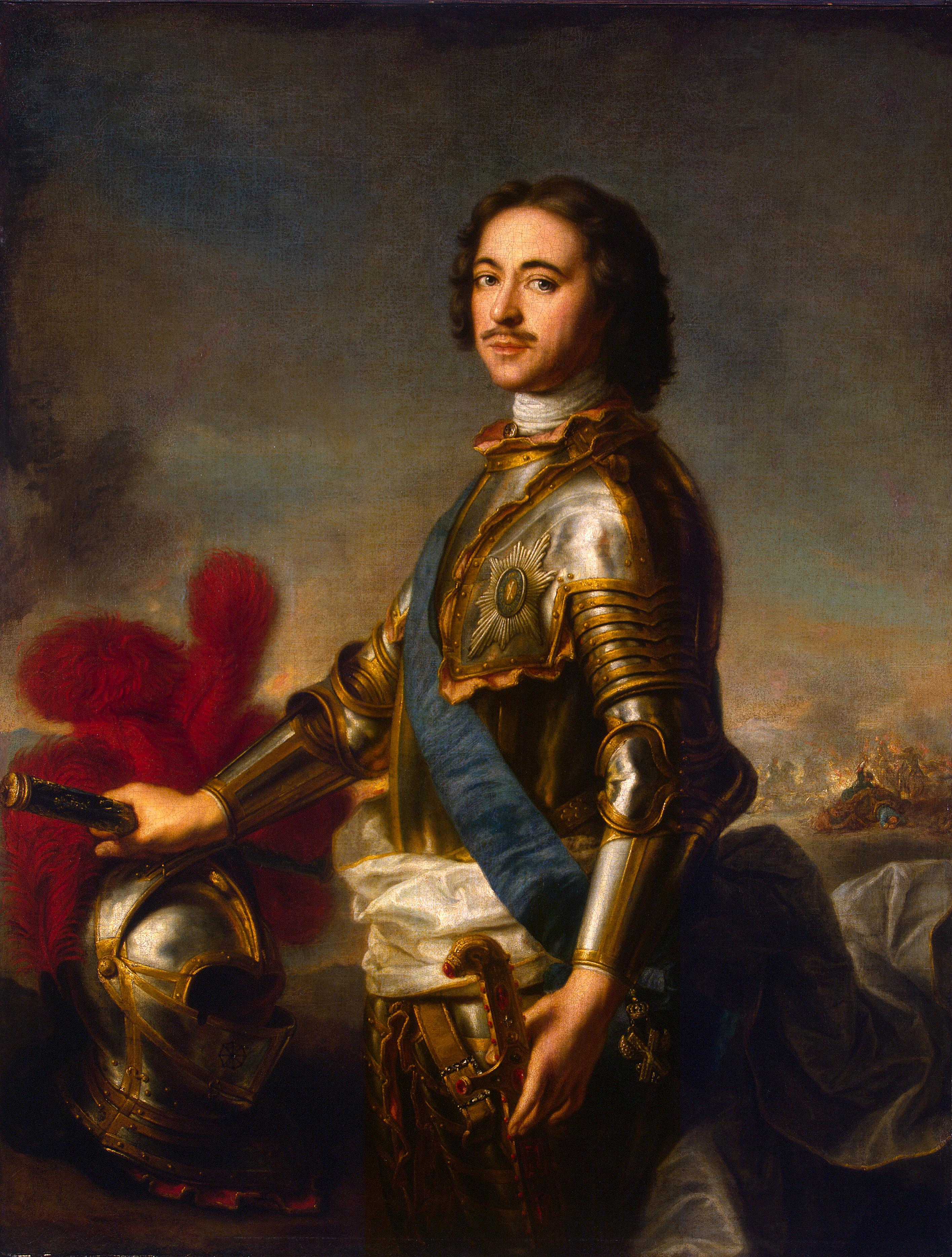
Peter I., Ölgemälde von Jean-Marc Nattier, 1717.
Peters Unterschrift:

Peter I., der Große (russisch Пётр I Вели́кий, transkribiert Pjotr I Welíkij), geboren als Pjotr Alexejewitsch Romanow (russisch Пётр Алексе́евич Рома́нов; * 30. Maijul. / 9. Juni 1672greg. in Moskau; †  28. Januarjul. / 8. Februar 1725greg. in Sankt Petersburg), war von 1682 bis 1721 Zar und Großfürst von Russland und von 1721 bis 1725 der erste Kaiser des Russischen Reichs. Er gilt als einer der bedeutendsten Herrscher Russlands. Der Beiname Der Große bezieht sich dabei auf seine Leistungen, allerdings war auch seine Körpergröße entsprechend: Nach zeitgenössischen Angaben war Zar Peter tatsächlich ein Riese an Gestalt. Unterschiedliche Quellen nennen Maße zwischen 2,01 und 2,15 Meter.

## Leben
Am 9. Juni 1672 wurde Peter im Moskauer Kreml geboren. Der Vater des künftigen Kaisers Russlands, Alexei Michailowitsch, hatte zahlreiche Kinder aus zwei Ehen; Peter, sein vierzehntes Kind, war sein erster Sohn aus der zweiten Ehe mit Natalja Kirillowna Naryschkina. Als Peters Vater 1676 starb, bestieg zunächst Peters Halbbruder Fjodor III. den Zarenthron.

### Der junge Zar
Nach dem Tod Fjodors 1682 fand sich der zehnjährige Peter mitten in einem Kampf um den Thron seines Landes wieder, der im Ersten Strelizenaufstand gipfelte. Vor seinen Augen ermordeten die Strelizen zwei Brüder seiner Mutter sowie deren Ziehvater Matwejew. Dieses Ereignis gilt allgemein als das Schlüsselerlebnis für Peter, da sich bei ihm daraufhin der Hass auf die Strelizen einprägte.
1682 wurde Peter zusammen mit seinem älteren Halbbruder Iwan V. zum Zaren ernannt. Regentin wurde jedoch aufgrund der Minderjährigkeit der beiden Brüder zunächst Iwans Schwester und Peters Halbschwester Sophia, die ihre Macht wesentlich auf die Strelizen stützte. Formal blieb Iwan bis zu seinem Tode im Jahre 1696 noch Zar neben Peter. Da Iwan aber Epileptiker, augenleidend und geistesschwach war, sollte er bis zu seinem Tod keinen Einfluss auf die Regierungsgeschäfte haben.
Seit 1682 hielt sich Peter zusammen mit seiner Mutter Natalja im Dorf Preobraschenskoje unweit von Moskau auf. Natalja zog es vor, ihren Sohn vom russischen Hof fernzuhalten, und schloss ihn damit auch von den dortigen Bildungsmöglichkeiten aus. So genoss Peter eine traditionelle altmoskowitische Erziehung.
Seit den 1680er Jahren war Peter in noch recht spielerischer Manier mit militär- und schifffahrtstechnischen Übungen und Manövern auf dem Exerzierplatz von Preobraschenskoje unweit der Moskauer Ausländervorstadt und am See von Perejaslavl befasst. In Preobraschenskoje beschäftigte er sich vor allem mit dem Kriegsspiel. Er bildete mit Gleichaltrigen eine Kriegerschar von 50 Mann, darunter Iwan Buchholz, Fedossei Skljajew, Lukjan Wereschtschagin, Gawriil Menschikow, Tichon Lukin, Anissim Moljarow und Faddei Popow, mit denen er Kriege simulierte. Aus dieser Spielzeugarmee mit Fjodor Jurjewitsch Romodanowski als Generalissimus entwickelten sich das Semjonowski-Leibgarderegiment und das Preobraschensker Leib-Garderegiment, das 1698 den Zweiten Strelizenaufstand in Abwesenheit Peters I. niederschlug und damit Peters Herrschaft rettete.

### Regierungsantritt

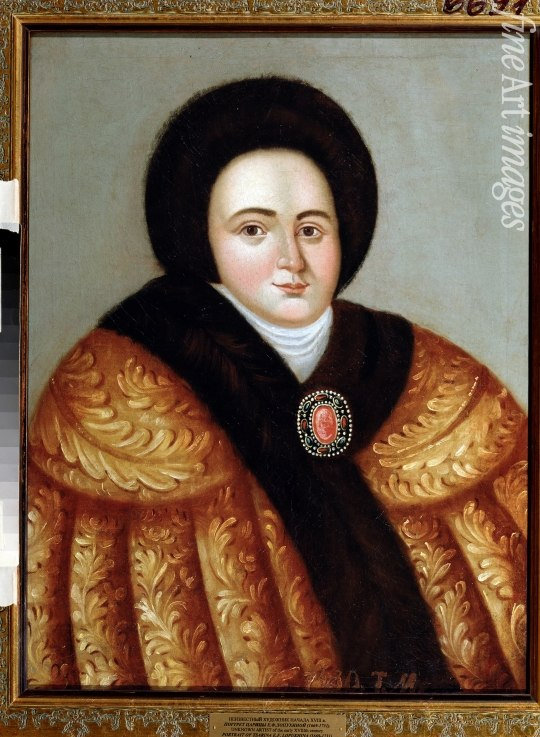
Die erste Ehefrau
Jewdokija Lopuchina

Sophias Sturz im Jahre 1689 durch die Hofpartei von Peter und seiner Mutter bedeutete Peters Regierungsantritt im Russischen Zarentum. Ein Mordkomplott an Peter durch etwa 600 involvierte Strelitzen, angezettelt von Peters Halbschwester Sophia, war dem vorausgegangen. Das Komplott wurde aber verraten. Die Schuldigen wurden bestraft, seine Halbschwester Sophia ins Neujungfrauenkloster gesteckt und ihr Berater und Geliebter, Fürst Golizyn, entmachtet und nach Sibirien verbannt.
Zu diesem Zeitpunkt musste sich Peter noch dem Machtanspruch der konservativen Mutter beugen. Bereits im Januar 1689 hatte der siebzehnjährige Peter auf Drängen seiner Mutter die drei Jahre ältere Jewdokija Lopuchina (1669–1731) geheiratet. Sie gebar dem Herrscher im Februar 1690 einen Sohn mit Namen Alexei (Aleksei). Ein zweiter Sohn, der im Oktober 1691 zur Welt kam, verstarb bereits nach einem halben Jahr. Die Ehe mit Jewdokija währte zwar formell zehn Jahre, war aber schon nach einigen Jahren völlig zerrüttet.
An den Regierungsgeschäften zeigte Peter in den frühen 1690er Jahren noch wenig Interesse. Inspiriert von technischen Neuerungen und Künsten ausländischer Handwerker in der Moskauer Ausländervorstadt Nemezkaja sloboda, suchte Peter durch Besuche das dortige Leben und Treiben näher kennenzulernen. So lud sich Zar Peter häufig bei Patrick Gordon ein, einem adligen Gutsbesitzer aus Schottland, der unter dem neuen Zaren zu dessen militärischem Hauptberater avancierte. Dort lernte er auch den Schweizer François Le Fort kennen, den späteren Admiral der Kriegsflotte. Durch seine Beziehungen zur Ausländervorstadt erhielt er erste, wenn auch nur rudimentäre Eindrücke von der damaligen westeuropäischen Lebensweise. Le Fort, der von fremden Ländern, ihren Merkwürdigkeiten und der hohen Entwicklungsstufe ihrer Kultur erzählte, erregte in dem jungen Zaren eine große Wissbegier, die mit dem Wunsch, Russland auf ein ähnliches Niveau zu bringen, vereinigt wurde. Peter erlernte von dem jungen Mann die deutsche und niederländische Sprache. Dass ein russischer Zar in der Ausländersiedlung ein und aus ging, bedeutete unter den damaligen Gegebenheiten jedoch einen eklatanten Bruch mit der Tradition.
In den ersten Jahren als russischer Monarch beschäftigte sich der junge Zar vorwiegend mit dem Aufbau einer schlagkräftigen Armee. Zahlreiche Kriegsspiele bestimmten seinen Alltag. Durch einen Zufall wurde auch Zar Peters Drang zum Meer geweckt. Im Juni 1688 entdeckte er mit seinem Lehrer Franz Timmerman auf dem Gut seines Großonkels Nikita Iwanowitsch Romanow ein altes englisches Boot. 1691 reparierte Schiffbauer Karsten Brant den „Großvater der russischen Flotte“. Mit diesem Botik unternahm Peter I. die erste Seereise nach Kolomenskoje. Damit war das Interesse für Boote und Schiffe bei Peter geweckt, der nun von einem Hafen für Russland träumte. Durch jenen Karsten Brant ließ er zwei Fregatten und drei Yachten erbauen, die die Grundlage und den Anfang der künftigen russischen Seemacht bildeten.
Um die maritime Position Russlands zu verbessern, trachtete Peter danach, neue Küstenplätze für sein Land zu gewinnen. Der einzige maritime Zugang dieser Zeit war am Weißen Meer bei Archangelsk. Die Ostsee wurde in dieser Zeit von Schweden kontrolliert, während das Schwarze Meer vom Osmanischen Reich beherrscht wurde. Zwei Jahre später, unmittelbar vor dem Ableben seiner Mutter, segelte er von Wologda nach Archangelsk. Dort traf sich, wenn das Eis gebrochen war, eine Flotte aus ganz Europa. Engländer, Holländer und Dänen kamen hierher, um mit Pelzen, Häuten, Hanf, Talg, Getreide und Pottasche zu handeln. Hier machte sich der Monarch in mehrmonatigen Aufenthalten am Weißen Meer in Begleitung von Gordon und Le Fort auch mit der Hochseefischerei, dem Murmansker Überseehafen und dem dortigen Handelsleben bekannt. Den dortigen Fahrten ins offene Meer entsprachen die Landmanöver, die Peter im Herbst 1694 im Moskauer Gebiet durchführen ließ, als Vorübung für den kommenden Ernstfall. Er verlegte die Werft auf die Insel Solombala und gründete dort eine Admiralität als Grundlage für eine russische Kriegsmarine und Handelsflotte. Das erste Schiff, das Handelsschiff „Sankt Paul“, lief im Juni 1694 vom Stapel. Nach Moskau zurückgekehrt, widmete sich der Zar den Staatsangelegenheiten.

### Alleinherrschaft
Mit dem frühen Tod der Mutter, die im Februar 1694 im Alter von erst einundvierzig Jahren starb, erlosch für den jungen Herrscher auch der Grund zur Rücksichtnahme auf sie, die er bislang geübt hatte. Ihm selbst waren damit jedoch auch Bürde und Verantwortung der Regierungsgeschäfte aufgetragen.
Im darauf folgenden Jahre unternahm Peter eine Reise in mehrere Teile seines Reichs, um sich selbst von allem genau zu überzeugen und das Land mit dessen Bewohnern, die Mängel und Gebrechen aller Art kennenzulernen. Nach dem Tod seines Halbbruders Iwan V. 1696 übte Zar Peter I. die Alleinherrschaft in Russland aus.
Peter versuchte, einen Zugang zum Schwarzen Meer zu erhalten. Dafür musste er aber die Krimtataren der Umgebung besiegen. In einer Vereinbarung mit Polen-Litauen begann er einen Krieg gegen das Khanat der Krim und gegen den Oberherrn der Krimtataren, den osmanischen Sultan. Zar Peters Hauptziel war die Eroberung der osmanischen Festung von Asow, nahe dem Don. Im April 1695 zog das russische Heer unter ihm gegen Asow, aber die Eroberungsversuche scheiterten. Peter kehrte im November dieses Jahres nach Moskau zurück. Sofort begann er mit dem Aufbau einer großen Marine. Er ließ 1696 über dreißig Schiffe gegen die Osmanen zu Wasser. Im Juli 1696 wurde Asow in einem zweiten Feldzug erobert. Am 12. September 1698 gründete Zar Peter offiziell die erste russische Marinebasis in Taganrog.

### Die Große Gesandtschaft

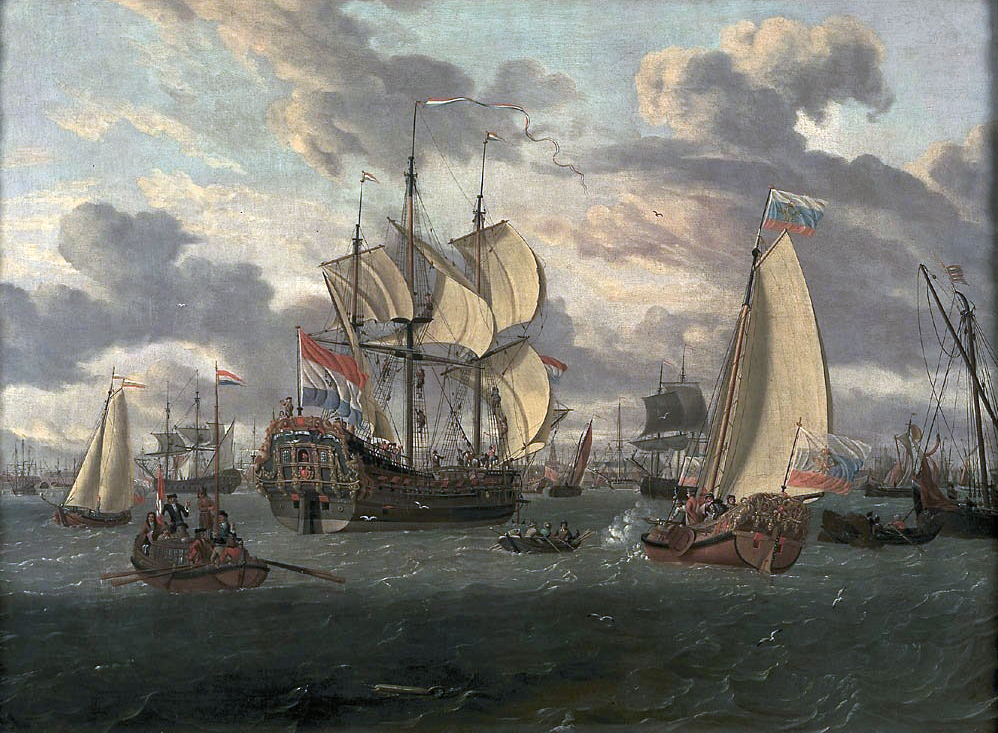
Fregatte Pieter en Paul auf dem Gemälde von Abraham Storck

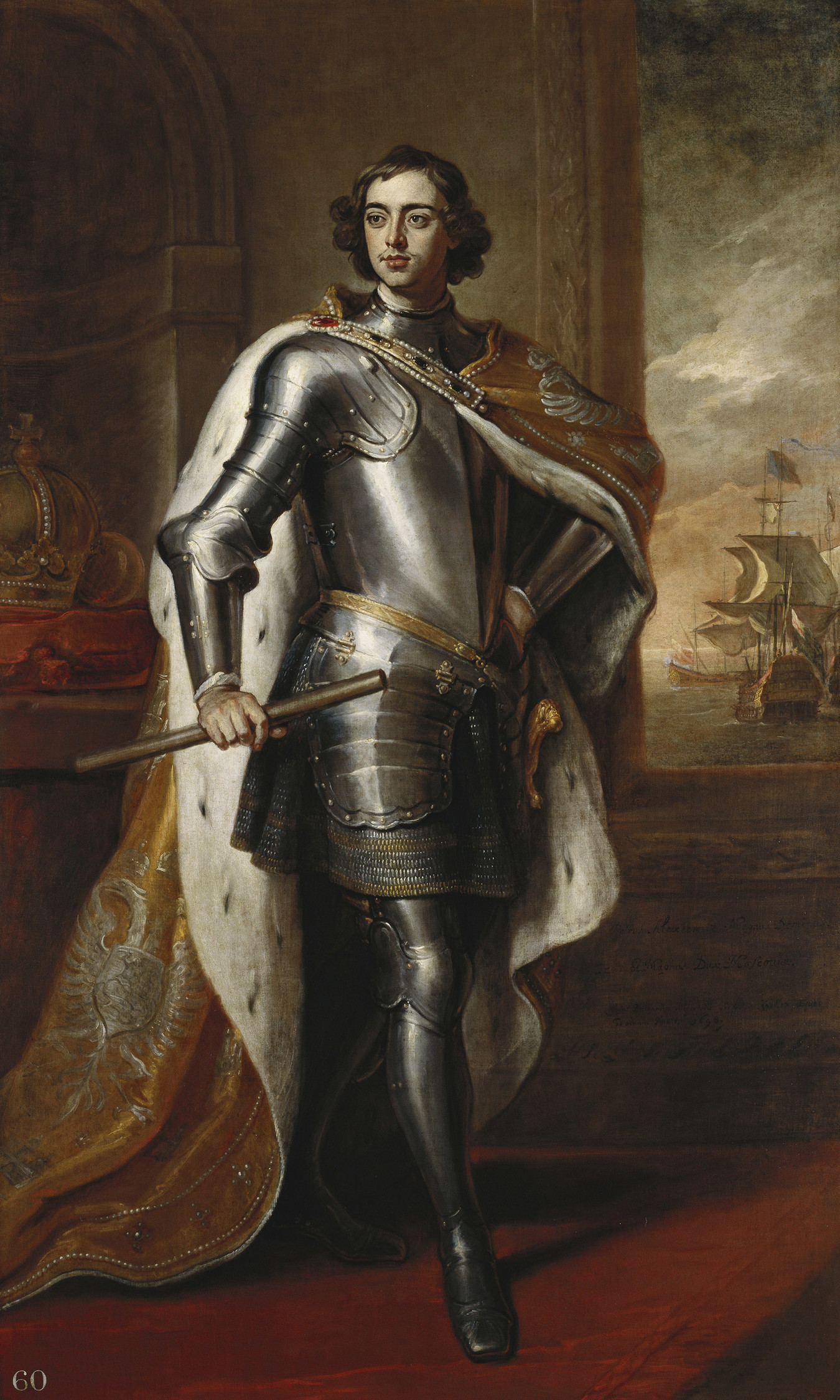
Peter I. in London, 1698. Das Porträt wurde von Godfrey Kneller gemalt und diente als Geschenk Peters für den König von England, William III.

Von 1697 bis 1698 war Peter I. zum Teil inkognito als Teil der Großen Gesandtschaft in Europa unterwegs. Der Weg führte ihn über Livland, Kurland, Preußen nach Holland und weiter nach England, wo er auch Fachleute anwarb, darunter Joseph Nye, Richard Cosenz und John Perry. Begleiter auf dieser Reise war Alexander Menschikow. Sein Freund François Le Fort fungierte als nomineller Erster Gesandter der Großen Gesandtschaft in den Niederlanden.
Im August 1697 wollte Peter im niederländischen Zaanstad Erfahrungen im Schiffbau sammeln. Hier studierte er die Konstruktion seegängiger Segler, die er als Modellschiffe kopieren und in Russland später nachbauen ließ. Nachdem entdeckt wurde, wer da wirklich in Zaandam weilte, war Peter gezwungen, in einer von der Öffentlichkeit abgeschirmten Werft in Amsterdam weiterzuarbeiten. Dort begann er am 20. August 1697 beim Werftmeister Gerrit Claesz Pool eine Zimmermannslehre in der Werft der Ostindischen Kompanie in Krummendijk. Hier arbeitete Peter am Bau der Fregatte Peter und Paul und erhielt von Pool ein glänzendes Zeugnis. Er wohnte in dieser Zeit im noch heute erhaltenen Zar-Peter-Haus.
Peter wurde an allen großen Höfen empfangen, doch sein politisches Anliegen, die Unterstützung Russlands im Kampf mit dem Osmanischen Reich, wollte niemand erfüllen. Damit zerschlug sich auch die Hoffnung auf die Gewinnung eines Schwarzmeerhafens, worauf sich Peters Anstrengungen von nun an zur Ostsee hin verlagerten.

### Niederschlagung der Strelizen
Noch während seines Aufenthaltes in Wien während der Großen Gesandtschaft bekam Peter im Sommer 1698 die Nachricht von einem erneuten Aufstand der Strelizen in Moskau und kehrte eilig in die russische Hauptstadt zurück. Die Strelizen galten als größtes Machtrisiko für Peters Reformkurs. Peter I. setzte eine Vernichtungsaktion in Gang, die mehrere Monate andauerte. Viele Tausende verloren auf diese Art ihr Leben, andere wurden nach Sibirien, Astrachan, Asow und weiteren Orten verbannt, das Korps der Strelizen für immer aufgehoben, der Name abgeschafft und für ehrlos erklärt. Während der Niederschlagung des Strelizenaufstandes verdächtigte Peter I. auch seine Frau Jewdokija Fjodorowna Lopuchina der Teilnahme an der Verschwörung und verbannte sie 1698 ins Kloster Susdal.
Nach der Vernichtung der Strelizen stand Peters I. Reformplänen nichts mehr im Weg. Ziel war die Modernisierung Russlands nach westeuropäischen Maßstäben. Zu seinen Umgestaltungs- und Modernisierungsmaßnahmen gehörten die Förderung der Wirtschaft durch den Bau von Großbetrieben und die Unterstützung der Gründung von Privatunternehmen, Reformen im Schulwesen, das Verbot des Tragens von Bärten und altrussischer Kleidung, die stärkere Zentralisierung und Bürokratisierung der Verwaltung und die Erstellung einer Adelsrangstabelle. Diese Reformen gingen als Petrinische Reformen in die Geschichte ein und trugen zum Aufstieg Russlands als einer der führenden Mächte in Europa einen großen Anteil bei (siehe Abschnitt Reformen).

### Zeit des Großen Nordischen Krieges
In der Türkeipolitik festgefahren, hatte Zar Peter I. erkannt, dass das Fehlen eines Zugangs zur Ostsee den russischen Handel beeinträchtigte. Seine Anstrengungen richteten sich vor allem deshalb gegen Schweden, mit dem Ziel die schwedische Vormachtstellung in der Ostsee zu brechen.
Im Zweiten Nordischen Krieg (1700–1721) konnte Peter trotz zahlreicher Niederlagen und erheblicher Verluste mit dem Sieg in der Schlacht bei Poltawa (1709) die Kriegswende herbeiführen. Zar Peters großer Sieg bei Poltawa und seine nachfolgenden Eroberungen im Baltikum wurden insbesondere am Hof des Sultans auf Drängen des Krim-Khans, Karl XII. und Mazepas mit Argwohn verfolgt. Peter schickte seinen Botschafter nach Istanbul und forderte die Auslieferung Karls. Ahmed III. ließ den Botschafter ins Gefängnis werfen. Am 10. November 1710 erreichte den russischen Monarchen die Kriegserklärung. Damit ergab sich für Zar Peter eine gefährliche Situation, die den Erfolg bei Poltawa in Frage stellen konnte, da von den Verbündeten keine Hilfeleistungen zu erwarten waren. So fiel Peter widerwillig und von Krankheiten geschwächt mit seiner Armee in das Osmanische Reich ein. Die osmanischen Truppen kesselten ihn bei Huși, einem kleinen Ort am Pruth, ein. Sie nutzten jedoch ihre überlegene Position nicht aus und ließen ihn ehrenvoll abziehen. Im Frieden vom Pruth verpflichtete Peter sich, die zuvor eroberte Festung Asow abzutreten und sich aus den Gebieten der Kosaken zurückzuziehen. Zudem musste die dortige russische Schwarzmeerflotte aufgegeben werden.

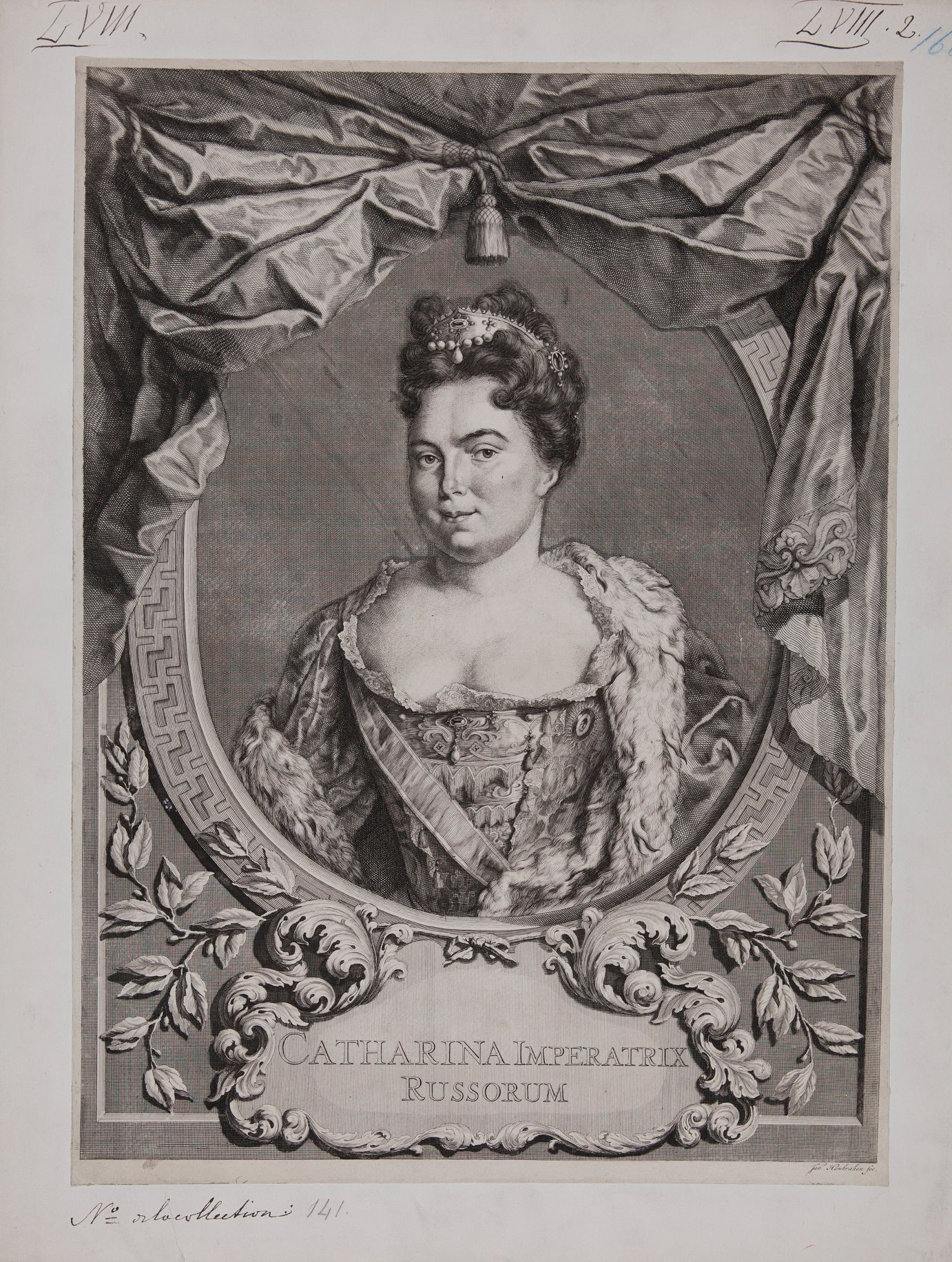
Peters zweite Ehefrau Katharina;
hier nach seinem Tod als Imperatrix Russorum (Kaiserin von Russland)

1703 gründete Peter die Stadt Sankt Petersburg, die er ab 1710 ohne entsprechenden Erlass als neue Hauptstadt des Russischen Reiches bezeichnete.
Peter war seit 1712 in zweiter Ehe mit einer einfachen Litauerin, die an seinem Hof den Namen Katharina Alexejewna angenommen hatte, verheiratet. Sie gebar ihm zwölf Kinder und übernahm nach seinem Tod als Katharina I. die Herrschaft.
Auf seiner zweiten großen Reise nach Westeuropa 1716/1717, diesmal nicht inkognito, versuchte Peter I. seinen militärischen Erfolg über Schweden zunächst durch die Einbindung Russlands in das europäische Staatensystem zu vollenden. Nach einer Kur in Pyrmont besuchte er in Kopenhagen seinen dänischen Verbündeten, Friedrich IV., traf Preußens König Friedrich Wilhelm I. in Havelberg und reiste in die Niederlande weiter, wo er den Winter verbrachte. Aufgrund von Fieberanfällen musste sich der Zar schonen, reiste aber nach Paris weiter, wo er freundlich vom siebenjährigen König Ludwig XV. empfangen wurde. Am 22. Dezember 1717 wurde er Mitglied (associé étranger) der Académie royale des sciences. Nach einem sechswöchigen Aufenthalt in Paris begab sich Peter wieder zu einer Kur nach Spa, um über die Niederlande und Berlin zurück nach St. Petersburg zu reisen.
Der Konflikt mit seinem Sohn Alexei spitzte sich 1718 zu. Er ließ Alexei nach dessen Flucht über Österreich nach Italien 1717 nach Russland zurückholen, enterbte ihn und machte ihm wegen Hochverrats den Prozess. Alexei wurde zum Thronverzicht gezwungen und zum Tode verurteilt, starb jedoch vor der Vollstreckung am 26. Juni an den Folgen der Folter, an der Peter selbst aktiv teilgenommen haben soll. 

### Peter als Kaiser

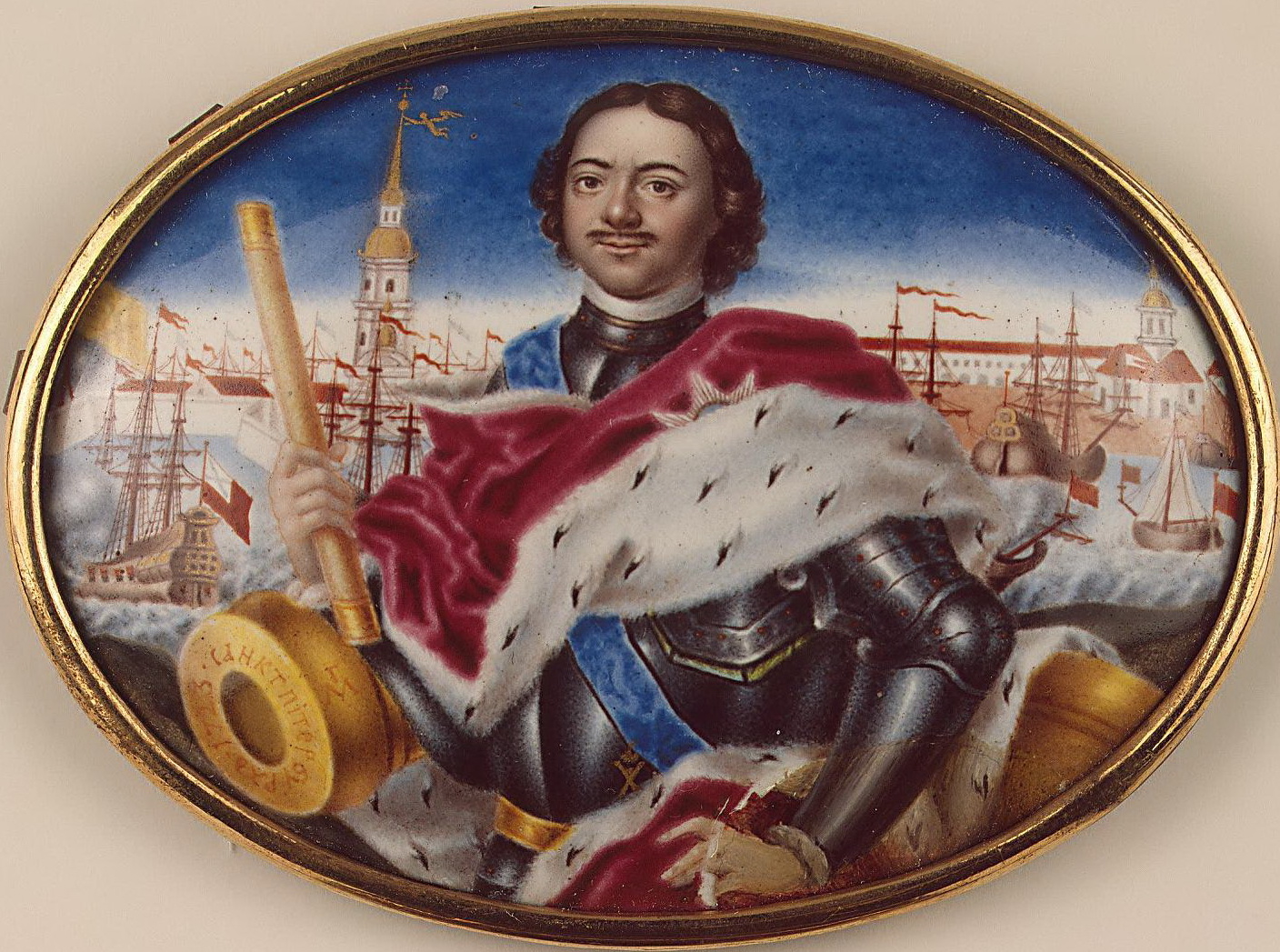
Porträt auf Emaille und Gold, 1723

Der Große Nordische Krieg wurde 1721 durch den Frieden von Nystad beendet. Russland konnte sich als Führungsmacht in Nordosteuropa etablieren.
Direkt nach dem Friedensschluss mit Schweden änderte Peter seinen offiziellen Titel gemäß der gestiegenen außenpolitischen Bedeutung Russlands von Zar in Kaiser (russisch Император Imperator). Diesen Titel trugen die russischen Herrscher fortan bis 1917. 1722 änderte Peter per Erlass die traditionell praktizierte, von der Reihenfolge der Geburt abhängige Thronfolge ab. Nun konnte der herrschende Regent seinen Nachfolger frei bestimmen, auch von außerhalb der Familie, und einen unwürdigen Nachfolger wieder absetzen.
Schon kränkelnd befahl Peter in seinem Bemühen, Russland zu modernisieren, am 8. Februar 1724 die Errichtung einer Russischen Akademie der Wissenschaften in Sankt Petersburg. Seine Sommerresidenz war der Peterhof (siehe auch Neptunbrunnen).

### Tod

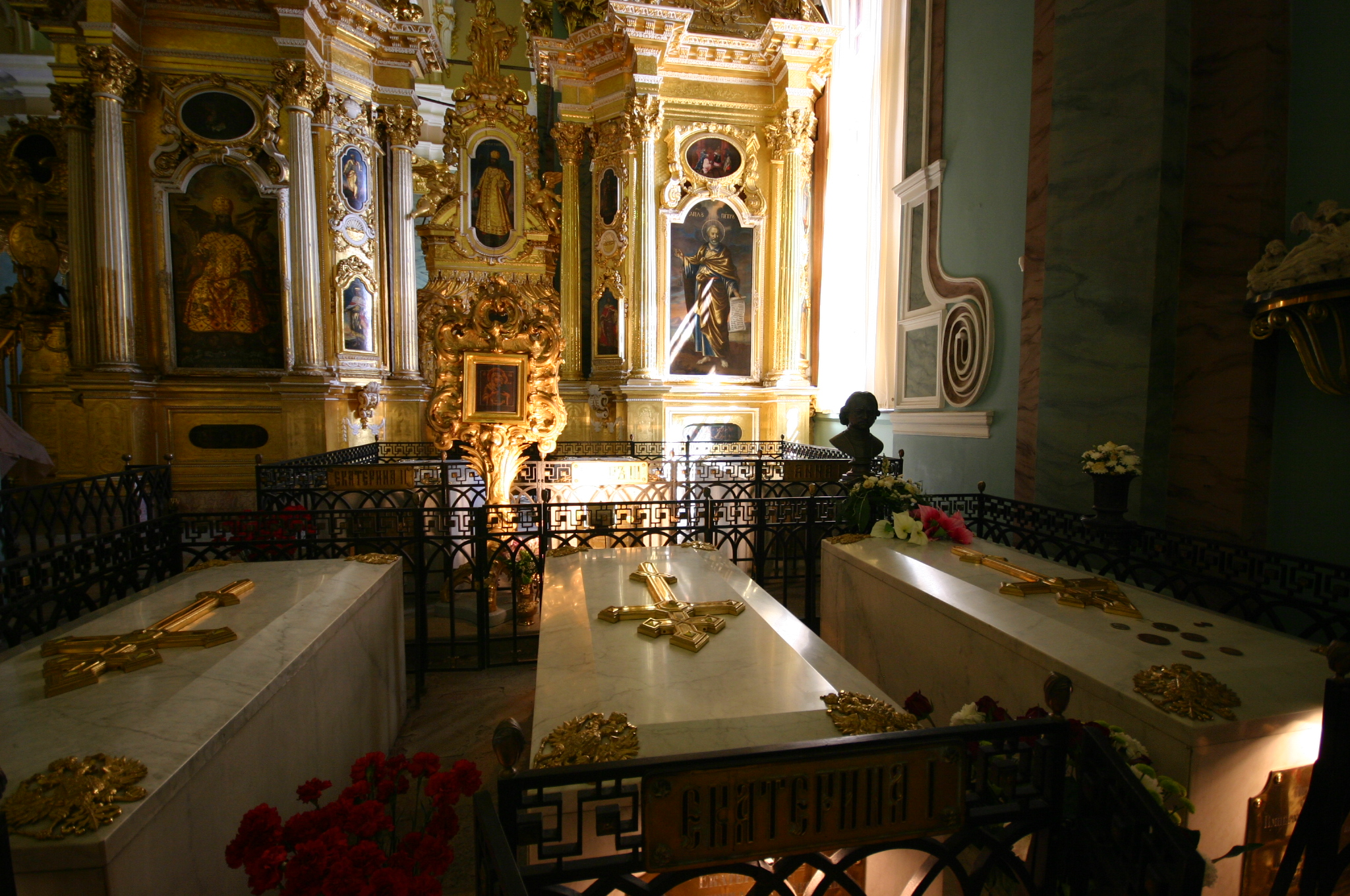
Sarkophag Peters des Großen in der Peter-und-Paul-Kathedrale (hintere Reihe rechts)

Unmittelbar nach der Genesung von einer schweren Erkrankung (er litt an Harnverhaltung) brach Peter im Herbst 1724 zu einer längeren Seereise auf. Sie führte ihn unter anderem nach Schlüsselburg, wo er die Arbeiten am neuen Ladogakanal überprüfen wollte. Am 5. November kehrte er wieder nach Sankt Petersburg zurück, ging aber nicht an Land, sondern segelte stattdessen weiter am Finnischen Meerbusen entlang. Sein Ziel war die Gewehrfabrik bei Lachta. Bei anbrechender Dunkelheit zog ein Sturm auf. Unweit vom Ufer des Lachta-Sees entdeckte Peter der Große ein gekentertes Boot, die Besatzung drohte zu ertrinken. Um den Matrosen und Soldaten aus Kronstadt zu helfen, watete er bis zur Hüfte in das eiskalte Wasser des Sees. Hier wurden sein persönliches Engagement und seine Rücksichtslosigkeit gegen sich selbst deutlich. Am 8. Februar 1725 starb der zweiundfünfzigjährige Zar um 5.00 Uhr an den Folgen seiner Rettungstat (Blasenleiden in Verbindung mit einer Leberatrophie) in Sankt Petersburg.
Peter hinterließ kein Testament. Die seit der Zeit Napoleons aufkommende Behauptung, Peter habe in einem Testament alle künftigen Nachfolger verpflichtet, die Herrschaft Russlands über Europa anzustreben, ist eine propagandistische Fälschung. Bereits 1828 wurde sie als solche entlarvt, doch bis heute hat diese berüchtigte Fälschung immer wieder Anlass zu Fehldeutungen und Unterstellungen gegeben.

## Reformen

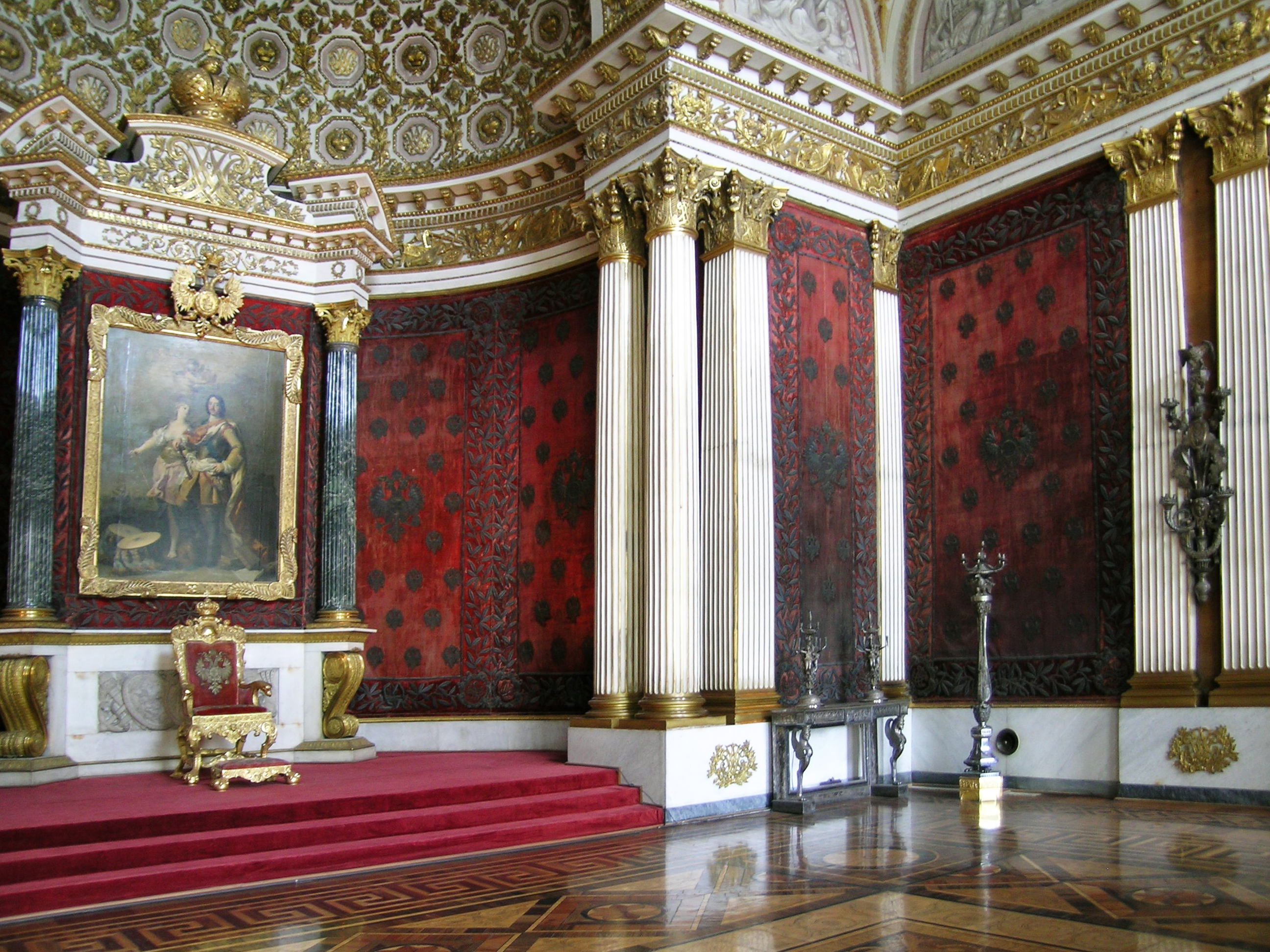
Raum im Winterpalast (Eremitage St. Petersburg) mit Thron von Peter I.

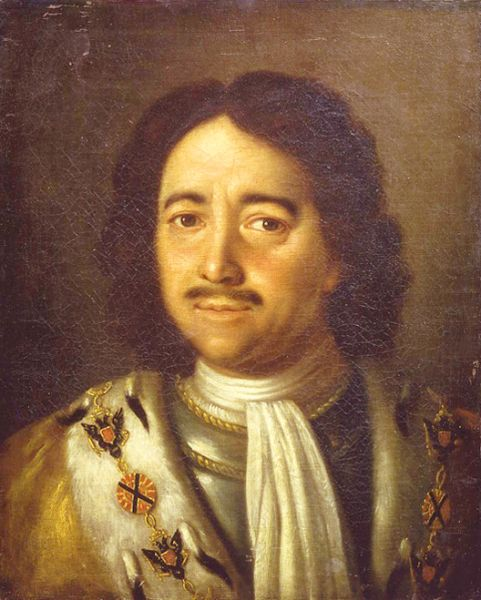
Peter I., Ölgemälde von Alexei Antropow, 1772

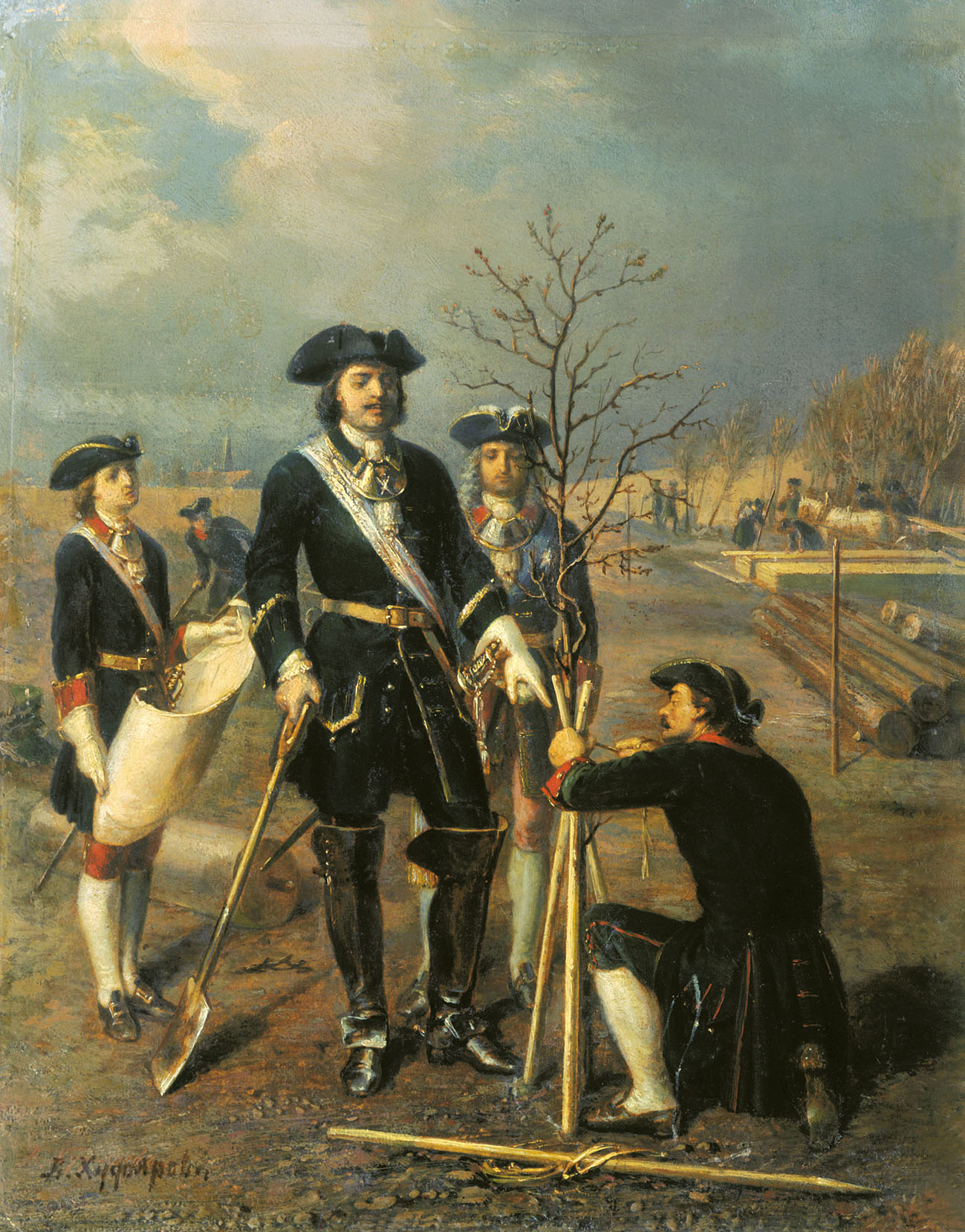
Peter der Große, Gemälde aus dem 19. Jahrhundert

Peter der Große leitete zahlreiche Reformen in Russland ein, die zum Ziel hatten, Russland in einen modernen Staat zu verwandeln. Damit verbunden war die Gründung und Förderung der neuen Hauptstadt Sankt Petersburg.

### Kultur und Wissenschaften
Zur kulturellen Modernisierung gehörte die Einführung westmitteleuropäischer Kleidung. Die traditionell langen Bärte wurden mit einer Bartsteuer belegt. Der julianische Kalender wurde in Russland eingeführt, obgleich im restlichen Europa in dieser Zeit bereits langsam der gregorianische Kalender übernommen wurde.
Auch im Hinblick auf Technik und Wissenschaft orientierte sich Peter I. an den damals modernen Vorbildern. Er initiierte die Akademie der Wissenschaften und führte eine Schriftreform durch.

### Verwaltung
Umfangreiche Veränderungen nahm der russische Monarch in der Verwaltung seines Reiches vor. Grundlage dieses Reformwerkes bildete das schwedische Reglement, das auf die spezifischen Verhältnisse Russlands zugeschnitten wurde. So schuf Peter I. die Bürgermeisterei, richtete einen Senat, der neue Gesetze vorbereitete und die örtlichen und zentralen Organe anleitete, als oberste Verwaltungsinstanz ein. Außerdem entstanden in seiner Regierung die Kollegien, etwa mit den Fachministerien in Westeuropa vergleichbar. Bahnbrechend war die Einführung der Rangtabelle 1722, die die Verwaltungs- und Militärlaufbahnen in 14 Rangklassen einteilte.
Das russische Reich wurde verwaltungsmäßig in acht Gouvernements und etwa 50 Provinzen aufgegliedert.

### Militär
Durch die Umgestaltung der Armee und die Gründung der russischen Flotte konnte Peter der Große im Großen Nordischen Krieg nach anfänglichen Misserfolgen die Schweden zurückdrängen.

### Wirtschaft
Peter baute eine merkantilistische Wirtschaft auf. Dazu zählt besonders seine starke Förderung der Manufakturen. Beim Amtsantritt Peters existierten in Russland nur zehn Manufakturen. Die Förderung der Industrie stand in engem Zusammenhang mit den Bedürfnissen der Armee während der langen Kriegsjahre. Aber darüber hinaus entstanden auch viele Manufakturen und Fabriken, die Gebrauchsgüter herstellten. Einige Fabriken, unter ihnen die Spiegelfabrik Menschikows, arbeiteten schon für den Export. 1716 wurde das Spinnrad in Russland eingeführt. Noch ein Jahr vor seinem Tod ordnete Peter I. an, dass alle Findelkinder zu Handwerkern und Fabrikanten erzogen werden sollten. In seinem letzten Regierungsjahr gab es etwa 100 Fabriken, darunter einige mit mehr als 3000 Beschäftigten – herausragend die Waffenfabrik von Tula. Wesentlichen Anteil an der Entwicklung der Hüttenindustrie hatte der deutsche Bergbauspezialist Baron von Hennin, der Vorsitzender des Bergkollegiums war. Am Ende der Regierung registriert die Statistik einen ausgeglichenen Staatshaushalt von etwa 10 Millionen Rubel.

### Kirche
Zar Peter I. hatte die russische Kirche stets als oppositionellen (starken) Gegner seiner Reformen betrachtet. Daher ließ er nach dem Tod des Patriarchen Adrian (1700) die Stelle des höchsten Geistlichen unbesetzt. Besonders verhasst waren ihm die Altgläubigen (Raskolniki), die er durch zahlreiche Gesetze bekämpfte. 1719 wurden die Jesuiten aus Russland vertrieben. Ab dem 25. Januar 1721 stellte der Zar die russisch-orthodoxe Kirche endgültig unter Staatsverwaltung. Das Geistliche Kollegium, später „Heiligster regierender Synod“, ersetzte das seit 1593 bestehende Moskauer Patriarchat. Im vorletzten Jahr seiner Regierung holte Zar Peter I. noch zu einem entscheidenden Schlag gegen den Müßiggang in den Klöstern aus.

## Nachkommen
Aus der Ehe mit Jewdokija Lopuchina hatte Peter der Große drei Söhne:
- Alexei (1690–1718), Zarewitsch von Russland und Vater von Peter II.,
- Alexander (1691–1692),
- Paul (1693).

Aus der Ehe mit Martha Skawronskaja (später Katharina I.) gingen zwölf Kinder hervor (nach anderen Zählungen elf), von denen nur zwei Töchter das Erwachsenenalter erreichten:
- Anna (1708–1728), Stammmutter der Linie Romanow-Holstein-Gottorp,
- Elisabeth (1709–1762), Zarin von Russland 1741–1762.

## Ehrungen
Zu seinen Ehren wurden Denkmale errichtet, siehe Denkmale für Peter I. Die Peter-der-Große-Bucht wurde nach ihm benannt; ebenso mehrere russische Schiffe, siehe Pjotr Weliki. Der Asteroid des inneren Hauptgürtels (2720) Pyotr Pervyj ist nach Peter dem Großen benannt, ebenso die antarktische Höhle Tsarporten.

## Rezeption in Kunst und Kultur

### Poesie
- Alexander Puschkin: Poltawa (Gedicht von 1829 über die Schlacht bei Poltawa).[12][13][14]
- Alexander Puschkin: Der eherne Reiter (Gedicht von 1833 über das gleichnamige Reiterstandbild auf dem Sankt Petersburger Senatsplatz).

### Musiktheater
- Albert Lortzing: Zar und Zimmermann. Komische Oper, Uraufführung am 22. Dezember 1837 in Leipzig.

### Märchen
- In der Sammlung Russische Volksmärchen, ins Deutsche übersetzt von August von Löwis of Menar, findet sich an 49. Stelle das Märchen Peter der Erste als Dieb. Es wurde 1902 erstmals durch die Kaiserliche Russische Geographische Gesellschaft publiziert.[15] Inkognito begeht der russische Zar einen Straßenraub, räumt das Warenlager eines Pelzhändlers aus, dringt in die Reichsschatzkammer des benachbarten Zaren ein und vergewaltigt mehrmals dessen Tochter. Als am Ende die Identität von Peter dem Großen auffliegt, erschrickt der andere Zar, da er dem russischen Zaren untergeben ist. Er will ihm die entjungferte Tochter zur Frau geben, doch Peter lehnt ab, da er „nicht der erste bei ihr gewesen“ sei. Unbescholten geht Peter in sein Reich zurück.

- Peter der Große und der Soldat (AT 952; BP III, 199): Der Text ist in der Sammlung Die Märchen Filipp Pavlovič Gospodarevs (Petrosawodsk 1941) enthalten. Das Märchen ist im russischen Repertoire weitverbreitet.[16]

### Verfilmungen
- Peters Jugend (Junost Petra). 2-teilig, DDR/UdSSR 1981.
- Peter der Große (Peter the Great). TV-Mehrteiler in 4 Folgen, USA 1986.[17]

### Ältere Darstellungen
- Voltaire: Histoire de l’Empire de Russie sous Pierre le Grand, par l’auteur de l’histoire de Charles XII. Genf 1761 und 1763. Deutsch: Geschichte des russischen Reiches unter Peter des Großen. Frankfurt und Leipzig 1761 und 1764.
- Hartwig Ludwig Christian Bacmeister: Beiträge zur Geschichte Peters des Großen. 3 Bände. Johann Friedrich Hartknoch, Riga 1774–1784.
- Gerhard Anton von Halem: Leben Peters des Großen. 3 Bände, Münster 1803–1804
- Eduard Pelz: Geschichte Peters des Großen. Carl B. Lorck, Leipzig 1848. BSB-Katalog